# Into the Silence
Into the Silence é o primeiro álbum de estúdio da banda finlandesa de heavy metal Sethian.
Todas as letras foram escritas por Tapio Wilska, exceto a faixa #2, escrita por ele e por Jussi Koponen.

## Lista de músicas
1. Nothing Is True
2. Dream Domain
3. Love Under Will
4. Epitaph
5. Too Far Gone
6. Purity In Sorrow
7. Dead Reckoning
8. Magdalene
9. Heavens May Fall
10. Blood Calling
11. Call Of The Wild
12. Into The Silence

## Créditos
- Tapio Wilska – Vocal
- Jussi Koponen – Guitarra
- Juuso Jalasmäki Guitarra
- Marco Kautonen – Guitarra
- Sam Silvennoinen – Baixo
- Jukka Nevalainen – bateria
- Tuomas Holopainen – teclado
- Nils Ursin - Teclado
- Janne Järvensivu - Vocal